# (8323) Krimigis
(8323) Krimigis est un astéroïde de la ceinture principale.

## Description
(8323) Krimigis est un astéroïde de la ceinture principale. Il fut découvert le 17 octobre 1979 à la station Anderson Mesa par Edward L. G. Bowell. Il présente une orbite caractérisée par un demi-grand axe de 2,70 UA, une excentricité de 0,30 et une inclinaison de 9,8° par rapport à l'écliptique.

## Compléments